# Triệu U Mục vương
Triệu U Mục vương (chữ Hán: 趙幽繆王, trị vì 236 TCN - 228 TCN), tên thật là Triệu Thiên (趙遷), là vị vua thứ 10 của nước Triệu - chư hầu nhà Chu trong lịch sử Trung Quốc.

## Lên ngôi vua
Triệu Thiên là con thứ của Triệu Điệu Tương vương. Vua cha vốn đã sinh được người anh là Triệu Gia. Do mẹ Triệu Thiên vốn là người làm nghề hát xướng, được vua cha yêu mến nên ông cũng được vua cha yêu và lập làm thái tử.
Năm 236 TCN, Triệu Điệu Tương vương mất, Triệu Thiên lên nối ngôi, tức là Triệu U Mục vương.

## Chống Tần
Từ các đời vua trước, nước Triệu đã bị Tần đánh bại và chiếm nhiều đất đai. Sang thời Triệu U Mục vương, nước Triệu tiếp tục bị Tần đánh. Năm 235 TCN, Tần vương Chính sai Hoàn Nghĩ đánh Vũ Thành của nước Triệu. Triệu U Mục vương sai Hỗ Triếp mang quân đi cứu. Hỗ Triếp bại trận và bị quân Tần giết, Tần chiếm Vũ Thành.
Năm 234 TCN, Tần lại đánh Xích Lệ và Nghi An của nước Triệu. Triệu U Mục vương sai Lý Mục đang cầm quân ở phía bắc ra chống Tần. Lý Mục đánh bại quân Tần ở thành Phì khiến quân Tần phải rút lui. Triệu vương bèn phong Lý Mục làm Vũ An quân.
Năm 232 TCN, Tần vương Chính lại đánh Thiên Ngô của nước Triệu. Lý Mục một lần nữa ra trận phá tan quân Tần.
Sau khi diệt xong nước Hàn, Tần vương Chính đã tập trung binh lực đánh Triệu. Năm 230 TCN, nước Triệu bị mất mùa, dân bị đói. Năm 229 TCN, Tần vương Chính sai Vương Tiễn đánh Triệu. Triệu vương lại sai Lý Mục và Tư Mã Thượng ra chống cự. Vương Tiễn không đánh nổi.

## Giết tướng mất nước
Tần vương Chính bèn lập kế phản gián, sai người sang đút lót cho bầy tôi yêu của Triệu U Mục vương là Quách Khai nhiều tiền; do đó Quách Khai tâu lên rằng nói Lý Mục, Tư Mã Thượng muốn làm phản. Triệu vương bèn sai Triệu Thông và tướng Tề là Nhan Tụ ra thay Lý Mục.
Lý Mục không vâng mệnh, không chịu giải chức. Vua Triệu sai người ra mặt trận, tìm bắt được Lý Mục và giết chết, đồng thời cách chức bỏ Tư Mã Thượng.
Ba tháng sau, năm 228 TCN, Vương Tiễn nhân đánh Triệu gấp, phá tan quân Triệu. Triệu Thông bị Vương Tiễn giết chết, còn Nhan Tụ bỏ trốn về Hàm Đan.
Tháng 10 năm 228 TCN, quân Tần kéo đến Hàm Đan. Triệu U Mục vương không thể chống lại được, cùng Nhan Tụ ra hàng. Anh Triệu Thiên là Triệu Gia bỏ chạy lên đất Đại, tự xưng là Đại vương, tiếp tục chống Tần. Vương Tiễn bình định đất Triệu, sáp nhập vào bản đồ nước Tần.